# Gianfranco Calligarich
Gianfranco Calligarich (Asmara, 3 mei 1939 - Rome, 25 november 2024) was een Italiaanse journalist, schrijver, scenarioschrijver en dramaturg. 

## Biografie
Calligarich werd geboren in Italiaans-Eritrea, in een gemengde familie. Zijn vader was geboren in Korfoe uit een Grieks-Joodse moeder en een vader van Zuid-Slavische komaf uit Trïest; zijn moeder kwam uit Piëmont. Calligarich groeide op in Milaan, maar bleef zich altijd verbonden voelen aan zijn voorvaderlijke stad Triëst. In Milaan begon bij een lokale krant zijn journalistieke loopbaan. In 1961 verhuisde hij naar Rome, waar hij zijn journalistieke carrière voortzette als correspondent voor dezelfde Milanese krant als waar hij begonnen was.
In de Italiaanse hoofdstad schreef Calligarich zijn debuutroman De laatste zomer in de stad (L'ultima estate in città). Het werk, waarin verschillende verwijzingen naar Proust zitten, werd aanvankelijk afgewezen door verscheidene uitgeverijen. Nadat Calligarich zich evenwel tot Natalia Ginzburg had gewend - en zij het manuscript in één nacht had uitgelezen - gaf Garzanti het na haar aanbeveling in 1973 uit. Hoewel het boek met 17.000 verkochte exemplaren in één zomer een klein verkoopsucces was, volgden er geen herdrukken. Calligarich wijdde zich vervolgens aan zijn werk als scenarioschrijver, voornamelijk voor de RAI. 
Vanaf de jaren negentig, na de definitieve doorbraak van de commerciële televisie, vervolgde Calligarich zijn kunstenaarschap als toneelschrijver en - regisseur. In 1996 richtte hij in die hoedanigheid het Teatro XX Secolo op, een thematisch theater dat huisvestte in de Fontana dell'Acqua Paola en tot 2002 bestond. In datzelfde jaar keerde Calligarich als romanschrijver terug met het tot op heden niet naar het Nederlands vertaalde werk Posta prioritaria. Daarna volgden verschillende andere romans. 
Zijn debuutwerk De laatste zomer in de stad werd in 2010 en in 2016 opnieuw uitgegeven. Vooral deze laatste uitgave bracht hernieuwde interesse voor het werk van Calligarich teweeg, zowel in het binnen- als buitenland. Dit leidde tot vertalingen van zijn werk in diverse talen en bracht hem op late leeftijd internationale roem.
Calligarich overleed op 85-jarige leeftijd te Rome. 

## Naar het Nederlands vertaalde werken
- L'ultima estate in città (1973) ; De laatste zomer in de stad (2020)
- Privati abissi (2012) ; In de omhelzing van de rivier (2022)